# Mayhem (Lady-Gaga-Album)
Mayhem ist das siebte Studioalbum der US-amerikanischen Popsängerin Lady Gaga, das im März 2025 erschien.

## Entstehung und Veröffentlichung
Die Erstveröffentlichung von Mayhem erfolgte am 7. März 2025 bei Interscope Records. Das Album erschien in seiner Originalausgabe als CD (Katalognummer: 7545104) und LP (Katalognummer: 7545108) sowie zum Download und Streaming mit 14 Titeln. Am gleichen Tag erschien eine physische Deluxeversion mit dem Bonustitel Can’t Stop the High (Katalognummer: 00602475451075) sowie in den Vereinigten Staaten eine sogenannte „Target Edition“ mit dem Bonustitel Kill for Love (Katalognummer: 602475451051).
Geschrieben und produziert wurden alle Lieder von der Interpretin selbst, in Zusammenarbeit mit verschiedenen wechselnden Koauotren und -produzenten. Bei der Produktion und dem Schreibprozess waren namhafte Musiker wie Dernst Emile II (D’Mile), Peter Hernandez (Bruno Mars), Mike Levy (Gesaffelstein), Henry Walter (Cirkut) oder auch Andrew Watt beteiligt. Die Arbeiten begannen dabei schon im Jahr 2022, parallel zu Gagas Chromatica Ball Tour.

## Inhalt und Stil
Gaga beschrieb Mayhem als eine „transgressive Reise durch Genres“, die von einer Phase tiefer Selbstreflexion und persönlicher Herausforderungen inspiriert sei. Die Titelbezeichnung „Mayhem“ repräsentiere eine Figur, die durch die 14 Titel des Albums präsent sei. Es hieße unter anderem so, um einen Teil von sich und ein Stück Leben zu verewigen, das nicht immer leicht zu akzeptieren sei. Die visuelle Ästhetik des Albums, gestaltet von Fotograf Frank Lebon, spiegelt die Themen Chaos und Fragmentierung wider, insbesondere durch das Cover, das Gaga hinter zerbrochenem Glas zeigt.
Mayhem wird als genreübergreifendes Werk beschrieben, das Elemente aus den 1990er-Jahren, Elektro-Grunge, Prince- und David-Bowie-Melodien sowie französischer elektronischer Tanzmusik kombiniert.

## Titelliste
Standard Edition
1. Disease – 3:50
2. Abracadabra – 3:43
3. Garden of Eden – 3:59
4. Perfect Celebrity – 3:49
5. Vanish Into You – 4:04
6. Killah – 3:30 (feat. Gesaffelstein)
7. Zombieboy – 3:33
8. LoveDrug – 3:13
9. How Bad Do U Want Me – 3:58
10. Don’t Call Tonight – 3:45
11. Shadow of a Man – 3:19
12. The Beast – 3:54
13. Blade of Grass – 4:17
14. Die with a Smile – 4:11 (feat. Bruno Mars)

Bonustitel (Europa)
1. Can’t Stop the High – 3:31

Bonustitel (Target Edition)
1. Kill for Love – 4:06

## Singleauskopplungen
| Jahr | Titel                | Höchstplatzierung, Gesamtwochen, AuszeichnungChartplatzierungen (Jahr, Titel, , Platzierungen, Wochen, Auszeichnungen, Anmerkungen) | Höchstplatzierung, Gesamtwochen, AuszeichnungChartplatzierungen (Jahr, Titel, , Platzierungen, Wochen, Auszeichnungen, Anmerkungen) | Höchstplatzierung, Gesamtwochen, AuszeichnungChartplatzierungen (Jahr, Titel, , Platzierungen, Wochen, Auszeichnungen, Anmerkungen) | Höchstplatzierung, Gesamtwochen, AuszeichnungChartplatzierungen (Jahr, Titel, , Platzierungen, Wochen, Auszeichnungen, Anmerkungen) | Höchstplatzierung, Gesamtwochen, AuszeichnungChartplatzierungen (Jahr, Titel, , Platzierungen, Wochen, Auszeichnungen, Anmerkungen) | Anmerkungen                                                                   |
| Jahr | Titel                | DE | AT | CH | UK | US | Anmerkungen                                                                   |
| --- | -------------------- | --- | --- | --- | --- | --- | ----------------------------------------------------------------------------- |
| 2024 | Die with a Smile     | DE4 Gold · (… Wo.)DE | AT2 Platin · (… Wo.)AT | CH1 Platin · (… Wo.)CH | UK2 Platin · (… Wo.)UK | US1 (… Wo.)US | Erstveröffentlichung: 16. August 2024 Verkäufe: + 2.643.333; feat. Bruno Mars |
| 2024 | Disease              | DE70 (1 Wo.)DE | AT52 (1 Wo.)AT | CH27 (2 Wo.)CH | UK7 Silber · (18 Wo.)UK | US27 (9 Wo.)US | Erstveröffentlichung: 25. Oktober 2024 Verkäufe: + 240.000                    |
| 2025 | Abracadabra          | DE4 (… Wo.)DE | AT5 (… Wo.)AT | CH5 (… Wo.)CH | UK3 Silber · (… Wo.)UK | US13 (… Wo.)US | Erstveröffentlichung: 3. Februar 2025 Verkäufe: + 255.000                     |
| Folgende Lieder erschienen nicht als Single, wurden aber durch das Album zum Download und Streaming bereitgestellt und konnten somit eine Platzierung erlangen: |                      | | | | | |                                                                               |
| |                      | | | | | |                                                                               |
| 2025 | Garden of Eden       | DE92 (1 Wo.)DE | — | CH43 (1 Wo.)CH | UK23 (… Wo.)UK | US52 (1 Wo.)US | Charteinstieg: 14. März 2025                                                  |
| 2025 | Vanish into You      | — | — | — | — | US61 (1 Wo.)US | Charteinstieg: 22. März 2025                                                  |
| 2025 | How Bad Do U Want Me | — | — | — | — | US69 (1 Wo.)US | Charteinstieg: 22. März 2025                                                  |
| 2025 | Perfect Celebrity    | — | — | — | — | US81 (1 Wo.)US | Charteinstieg: 22. März 2025                                                  |
| 2025 | Zombieboy            | — | — | — | — | US85 (1 Wo.)US | Charteinstieg: 22. März 2025                                                  |
| 2025 | Killah               | — | — | — | — | US93 (1 Wo.)US | Charteinstieg: 22. März 2025 mit Gesaffelstein                                |
| 2025 | LoveDrug             | — | — | — | — | US95 (1 Wo.)US | Charteinstieg: 22. März 2025                                                  |

## Rezensionen
Mayhem erhielt überwiegend positive Kritiken und wurde als starke Rückkehr zu Gagas Pop-Wurzeln gefeiert, insbesondere im Vergleich zu ihrem Debütalbum The Fame (August 2008). Auf Metacritic erreichte es eine Bewertung von 84/100, womit es Gagas am höchsten bewertetes Album ist. Kritiker lobten die Produktion, die stilistische Vielfalt und die thematische Tiefe, bemängelten jedoch vereinzelt eine gewisse Überladung durch die Vielzahl an Genres. Weiter lobten sie die stilistische Vielfalt und Kohärenz des Albums, das Einflüsse von Künstlern wie Madonna, Michael Jackson, Radiohead, Nine Inch Nails und Siouxsie and the Banshees aufweist.

## Kommerzieller Erfolg

### Chartplatzierungen
Mayhem avancierte unter anderem zum Nummer-eins-Erfolg in Belgien, Deutschland, Österreich, der Schweiz, Spanien, den Vereinigten Staaten und dem Vereinigten Königreich. In Deutschland erreichte das Album zudem die Chartspitze der Popcharts sowie die Chartspitze der Vinylcharts. In den deutschen Popcharts war es das erste Album, dass sich zwei Wochen am Stück an der Chartspitze platzieren konnte.
| ChartsChartplatzierungen       | Höchstplatzierung | Wochen |
| ------------------------------ | ----------------- | ------ |
| Deutschland (GfK)              | 1 (… Wo.)         | …      |
| Österreich (Ö3)                | 1 (20 Wo.)        | 20     |
| Schweiz (IFPI)                 | 1 (18 Wo.)        | 18     |
| Vereinigte Staaten (Billboard) | 1 (… Wo.)         | …      |
| Vereinigtes Königreich (OCC)   | 1 (18 Wo.)        | 18     |

### Auszeichnungen für Musikverkäufe
| Land/Region                  | Auszeichnungen für Musikverkäufe (Land/Region, Auszeichnung, Verkäufe) | Verkäufe  |
| ---------------------------- | ---------------------------------------------------------------------- | --------- |
| Belgien (BRMA)               | Platin                                                                 | 20.000    |
| Brasilien (PMB)              | Platin                                                                 | 40.000    |
| Frankreich (SNEP)            | Gold                                                                   | 50.000    |
| Italien (FIMI)               | Gold                                                                   | 25.000    |
| Kanada (MC)                  | Gold                                                                   | 40.000    |
| Neuseeland (RMNZ)            | Gold                                                                   | 7.500     |
| Polen (ZPAV)                 | Platin                                                                 | 30.000    |
| Spanien (Promusicae)         | Gold                                                                   | 20.000    |
| Vereinigte Staaten (RIAA)    | Platin                                                                 | 1.000.000 |
| Vereinigtes Königreich (BPI) | Gold                                                                   | 100.000   |
| Insgesamt                    | 6× Gold · 4× Platin ·                                                  | 1.332.500 |

Hauptartikel: Lady Gaga/Auszeichnungen für Musikverkäufe